# Chaffois
Chaffois – miejscowość i gmina we Francji, w regionie Burgundia-Franche-Comté, w departamencie Doubs.
Według danych na rok 1990 gminę zamieszkiwało 699 osób, a gęstość zaludnienia wynosiła 43 osoby/km² (wśród 1786 gmin Franche-Comté Chaffois plasuje się na 235. miejscu pod względem liczby ludności, natomiast pod względem powierzchni na miejscu 174.).